# نرت میدلتن (نیوجرسی)
نرت میدلتن (به انگلیسی: North Middletown) یک منطقهٔ مسکونی در ایالات متحده آمریکا است که در میدلتاون، نیوجرسی واقع شده‌است. نرت میدلتن ۱٫۱۲۴ کیلومتر مربع مساحت و ۳٬۲۹۵ نفر جمعیت دارد و ۳ متر بالاتر از سطح دریا واقع شده‌است.